# Gradiva (film 2006)
Gradiva (C'est Gradiva qui vous appelle) è un film del 2006 diretto da Alain Robbe-Grillet.

## Trama
Lo storico inglese John Locke ha affittato una casbah nei pressi di Marrakech sulle tracce del viaggio in Marocco del pittore ottocentesco Eugène Delacroix. Una sera in cui visiona diapositive che riproducono schizzi e disegni dell'artista francese, vede dalla finestra una donna bionda a cavallo che consegna alla sua giovane domestica Belkis un pacchetto contenente un'altra serie di immagini. Belkis, che afferma di non conoscere la donna, non è soltanto una cameriera perché più tardi nella notte dorme nuda accanto a Locke nel letto disfatto.
Il giorno successivo Locke si reca nella medina della città alla ricerca di un dentista che possa alleviare il suo dolore, ma è terrorizzato dai metodi rudimentali dei cavadenti locali. Nel dedalo di vicoli della città antica si imbatte in una donna vestita di bianco in cui crede di riconoscere la cavallerizza della sera precedente, e la segue in un negozietto che vende riproduzioni di Delacroix. La ragazza sembra scomparsa. Un cieco fuori dalla porta si offre di accompagnarlo da un collezionista che possiede disegni autentici di Delacroix; l'uomo, Anatoli, gestisce in una casbah fuori città il Triangolo D'Oro, club d'incontri di piacere SM frequentato da uomini d'aspetto facoltoso accompagnati da giovani donne poco vestite e incatenate.
Nei disegni che Anatoli mostra a Locke è riconoscibile la giovane donna della medina; si tratterebbe di Leïla, schiava andalusa del sultano decapitata per via di una relazione con Delacroix. Stordito da un rimedio contro il mal di denti, Locke rimane a dormire al Triangolo d'Oro, dove ha una visione del corpo senza vita di Leïla trafitto da pugnalate. Crede sia un'allucinazione, ma tornato a casa scopre che qualcuno ha recapitato una foto in cui lui è riconoscibile accanto al cadavere martoriato di Leïla.
Il finto cieco lo avverte che la misteriosa donna della medina lo attende in un caffè. In realtà Locke vi trova Claudine, bella complice di Anatoli, la quale lo invita a una rappresentazione teatrale di tableaux vivants in cui lei stessa reciterà.
Belkis si mostra preoccupata, ma Locke ritiene che sia solo gelosa. Il taxi lo conduce al Triangolo d'Oro senza che gli fornisca un indirizzo; qui viene presentato al commissario di polizia Mahdi ben Cochrane, frequentatore del club; una ragazzina scomparsa in montagna è stata ritrovata assassinata presso la casbah di Locke, e un pugnale rinvenuto nei pressi portava le sue impronte digitali; inoltre l'identikit del possibile assassino gli somiglia in modo preoccupante. Nel frattempo vanno in scena tableaux vivants nei quali Anatoli recita la parte del sultano depravato, Claudine è sempre senza veli e le giovani del Triangolo d'Oro sono nude e incatenate. Tra le scene mimate c'è anche la morte di Gradiva, recitata dalla bionda della medina.
Claudine gli presenta l'attrice con il nome di Hermione, la donna ha un comportamento misterioso. Racconta di lavorare per un'agenzia che si occupa di sceneggiare i sogni dei clienti come se fossero recite teatrali, o meglio ancora cinematografiche. È lei a parlare di un'identificazione tra Leïla e la “gradiva”, la donna che cammina. Locke non riesce più a distinguere la realtà dall'allucinazione per colpa del rimedio contro il mal di denti che l'ha reso dipendente. Si reca insieme a Hermione a Essaouira sulla costa atlantica, dove si sarebbe svolto l'ultimo atto del dramma di Leïla. Locke si identifica sempre di più in Eugène Delacroix, si trucca e veste come lui per un servizio fotografico e confonde sempre di più la realtà con l'immaginazione.
Viene sorpreso dalla polizia accanto al cadavere martoriato di Hermione, ma probabilmente è solo allucinazione. Non è invece frutto della sua immaginazione il fatto che Belkis trovi in casa la pistola del suo datore di lavoro e dopo aver sparato con odio al volto di Leïla proiettato in diapositiva sulla parete, si stende sul letto e si spara un colpo al cuore.

## Critica

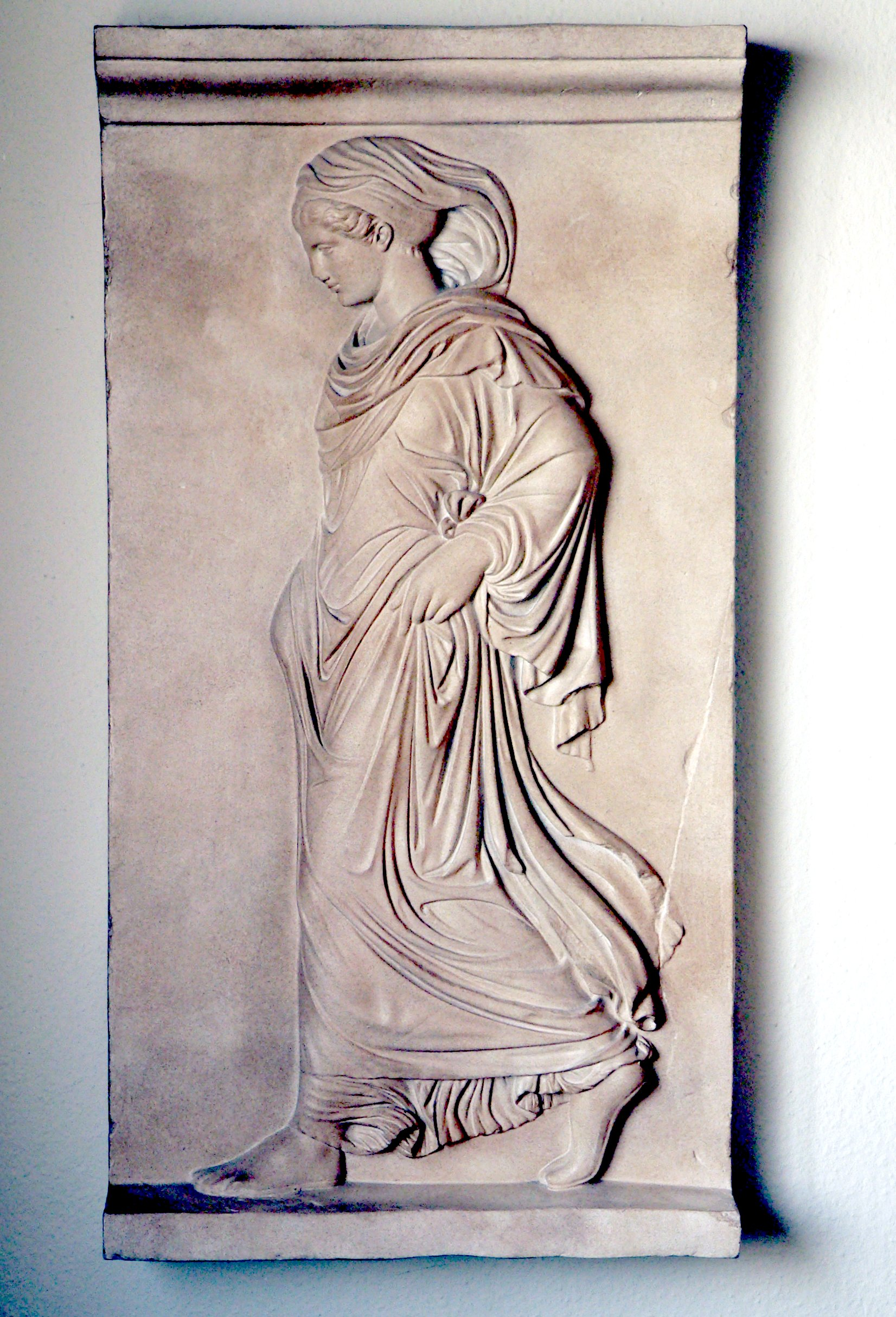
Gradiva, dalla collezione Chiaromonti nei Musei Vaticani

I lavori del film furono preceduti dalla pubblicazione nel 2002 di un «ciné-roman» presso le Éditions de Minuit, casa editrice nella quale lavorava Robbe-Grillet; nel testo l'autore auspicava:
(Alain Robbe-Grillet)

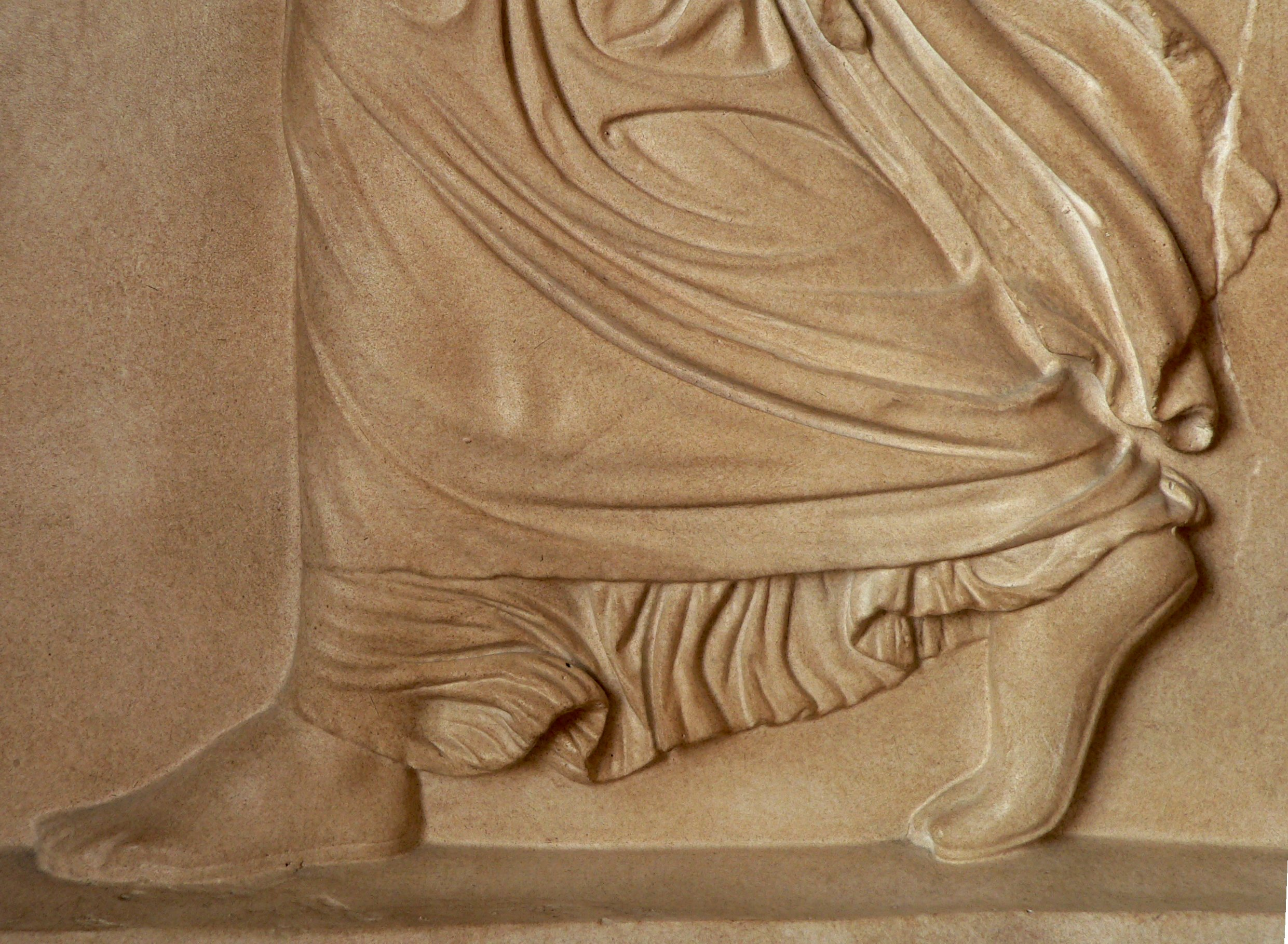
Il piede sollevato nel bassorilievo Gradiva

«Gradiva» in latino significa «donna che cammina»; con questo termine si indica una figura femminile che fa parte di un bassorilievo romano, forse copia di un originale greco del IV secolo raffigurante le horai o aglauridi, divinità della rugiada. La scultura è custodita nella collezione Museo Chiaramonti dei Musei Vaticani. A attribuire alla figura questo nome fu lo scrittore Wilhelm Jensen nel romanzo Gradiva, una novella pompeiana (1903), che Robbe-Grillet doveva senz'altro conoscere. A proposito del testo di Jensen, Sigmund Freud scrisse nel 1906 un saggio intitolato Delirio e sogno nella “Gradiva” di Jensen
Nel film compaiono diversi inserti di scene tratte da precedenti lavori di Robbe-Grillet: Spostamenti progressivi del piacere, Oltre l'Eden e Trans-Europ-Express.